# Alchornea iricurana
La mora blanca, algodoncillo, tapia-guazú y (Alchornea iricurana) es un árbol maderable del dosel bajo, de la familia de las euforbiáceas. Puede alcanzar los 20 m de altura, y se desarrolla abundantemente en selvas tropicales de América del Sur (Argentina, Bolivia, Colombia, Ecuador, Perú, Venezuela) y de América Central: Costa Rica, Panamá.

## Sinonimia
- Alchornea glandulosa Poepp.
- Alchornea pittieri Pax
- Alchornea subrotunda Baill.
- Alchornea umboensis Croizat

## Descripción
De copa redondeada, densa, con el fuste recto (DAP 5-15 cm) y de dimensión corta, puede sobrepasar los 18 m de altura. No tiene raíces tablares; corteza parda clara, estriada, y el ritidoma joven amarillento y vetas naranja, con exudados incoloros. Es una especie arbórea moderadamente abundante de bosques abiertos e inundables. El rollizo alcanza hasta 10 m y 5 dm de diámetro, con la albura blanca marfil, y duramen pardo claro, y una densidad de 0,45 g/cm³
Hoja simple alternada, margen aserrado, envés con pelos estrellados, glándulas y estípulas libres; ramillas e inflorescencias pubérulas, verdosas.  Archivado el 4 de marzo de 2016 en Wayback Machine.

### Floración y fructificación
Florece en diferentes períodos del año: feb., jun., sept., dic.; y fructifica en consecuencia, pero principalmente de septiembre a noviembre. Tiene cápsulas bilobadas de 0,7-1 cm de long., con 2 semillas de 4-5 mm de long. y 3 mm de ancho y cubierta roja. En promedio, la cosecha dura 80 días. El peso fresco del fruto es de 0,2 g, y en seco pesa 0,05 g; con una cáscara protectora elástica del 55 % del peso fresco total. 

## Usos
Para envases, y talabartería; ya que el clavado es deficiente 